# Bryochiton heliotropicus
Bryochiton heliotropicus är en svampart som beskrevs av Döbbeler 1978. Bryochiton heliotropicus ingår i släktet Bryochiton och familjen Pseudoperisporiaceae.   Inga underarter finns listade i Catalogue of Life.